# Fosfonoacetaldehído
El fosfonoacetaldehído (abreviado generalmente como PnAA) es un fosfonato natural que se obtiene de la reorganización del fosfoenolpiruvato (PEP). Dicha reacción está catalizada por la enzima fosfoenolpiruvato mutasa:
En este proceso de equilibrio, la termodinámica favorece al fosfoenolpiruvato por un factor de al menos 500. Por lo tanto, el fosfonopiruvato (PnPy) tiene que convertirse rápidamente en compuestos metabólicamente útiles, favoreciendo ese desplazamiento mediante reacciones irreversibles. La reacción irreversible elegida es la descarboxilación del PnPy mediante la enzima fosfonopiruvato descarboxilasa (Ppd):
En consecuencia, el fosfonoacetaldehído es un sustrato clave en la biosíntesis de ácido 2-hidroxietilfosfónico, ácido 2-aminoetilfosfónico, fosfonoalanina, ácido fosfonometilmálico y ácido 2-ceto-4-hidroxi-5-fosfonopentanoico. La mayoría de las enzimas involucradas en la producción de estos compuestos han sido aisladas y caracterizadas y revisadas exhaustivamente.